# Kameleoni (muzički sastav)
Kameleoni su muzički sastav iz Kopra, Slovenija osnovan 1965.godine.Grupa je kratko živela, prestala je sa radom 1968. godine, ali je njihovo muzičko iskustvo imalo značajan uticaj na jugoslovensku muzičku scenu, mazivajući ih Slovenački Bitlsi.

## Istorija benda
Kameleoni su 1965. godine u Kopru osnovala četvorica srednjoškolaca: Danilo Kocjančič, Jadran Ogrin, Marjan Malikovič i Tulio Furlanič, kao tipična bit grupa tog vremena, svirajući repertoar pesama Beatlesa i The Mamas & the Papas.
Prvi put su nastupili u Omladinskom klubu OF 12 na Via del Fronte di Liberazione 12 u Kopru.
U Piranu im se nakon koncerta pridružio Vanja Valič, učenik Pomorske škole u Piranu, koji je svirao na orguljama.
Prve dve godine sastav se nije menjao: Jadran Ogrin (bas gitara), Marjan Malikovič (solo gitara), Danilo Kocjančič (ritam gitara), Tulio Furlanič (bubnjevi) i Vanja Valič (klavijature) su izbrusili svoje sviranje i pevanje do takvog stepena da su im se otvorila i vrata studija za snimanje Radio Kopra. Producenti i snimatelji su pažljivo slušali originalne nastupe pre snimanja, a zatim izvlačili zvukove iz njihove stare opreme, tako da je bilo teško razlikovati Kameleone od originala. Tako su se pojavili i na radio talasima. Upravo to ih je, zajedno sa živim nastupima, nametnulo u vrh jugoslovenske muzičke scene tog perioda.
Prvi nacionalni uspeh bila je pobeda na VIS festivalu (vokalno-instrumentalnih grupa) u Zagrebu 1966. gde su, kao početnici, podelili prvo mesto sa već čuvenom grupom Roboti.
Usledili su i drugi uspešni nastupi na gitarijadama u Zagrebu i Beogradu, u Hali Tivoli u Ljubljani i u Mariboru. Godine 1968. nastupaju u renomiranom noćnom klubu Piper Club u Milanu, koja je u to vreme bila poznata kao svojevrsno kultno sastajalište muzičara evropske klase, nakon čega su usledile ponude diskografske kuće RCA, ali su oni sami tražili vezu sa Bitlsima. Njihovi snimci su stigli čak i do Pola Makartnija, ali kada je trebalo nastaviti, nedostala su im sredstva za boravak u Londonu.
Malinkovič i Kocjančič su pozvani na odsluženje vojni roka, a postavi se pridružio tršćanski gitarista Goran Tavčar. U ovoj postavi Ogrin, Furlanič, Valič i Tavčar angažovao ih je slovenački reditelj Boštjan Hladnik za svoj film Sončni krik (1968) u kojem se pojavljuju pevajući svoje pesme. Tada je došao red na Furlaniča da ode na služenje vojnog roka, a zamenio ga je mariborski bubnjar Ivo Mojzer. Grupa je nastavila da svira, zamenivši Gorana Tavčara tršćanskim gitaristom Ilariju Udovici, i sa ovom najnovijom postavom, su snimili pesmu Moon Moan, za kompilaciju Gitarijada 69, ali u stvari, prvobitna grupa se već raspala 1968. godine, zbog poziva na služenje vojnog roka svih njenih članova.
Danilo Kocjančič je odmah formirao grupu Danilo i Novi Kameleoni u sastavu: Danilo Kocjančič (vokal), Gabriele Lorenzi (klavijature), Aldo Berliaffa (udaraljke), Drago Delabernardina (gitara), Voltheio Moretto (bas gitara), ali pošto su njeni članovi dolazili iz tri različite države, bilo je veoma teško redovno vežbati i grupa je trajala manje od godinu dana.
Svi muzičari potekli od originalnih Kameleona su nastavili uspešne karijere u različitim pravcima i grupama.

## Pregled diskografije
Godine 1967. za diskografsku kuću Diskos iz Aleksandrovca snimili su prvu mini ploču na 45 obrtaja, Šampioni Jugoslavije, sa četiri pesme, od kojih je najpopularnija bila Sjaj izgubljene ljubavi. Tiraž je bio 16.000 primeraka i prodato ih je 12.000, što je bilo ogromno za ta vremena. Pored već pomenute Sjaj izgubljene ljubavi, na albumu su se našli i autorske Looking For Me i La Felicita kao i obrada See See Rider.
Iste godine zagrebački Jugoton izdaje još jednu malu ploču Kameleona sa 45 obrtaja pod naslovom Dedicated to the One I Love. Producent je bio Veljko Despot, a tiraž je bio 20.000 primeraka. Ploča je sadržala originalne kompozicije  Story of my brown friend i Gdje si ljubavi, kao i obrade Dedicated to the One I Love i Too much on my mind.
Pred sam kraj izmenjena postava (sa Goranom Tavčarom i Ivo Mojzerom) objavila je treći mini album  Sunny Cry sa muzikom iz filma Sončani krik Boštjana Hladnika.
Kameleoni su se okupljali još nekoliko puta, na jednom od ovih okupljanja, 1981. godine, izdali su i veliki album sa devet pesama za RTV Ljubljanu, koji je međutim dobio veoma negativne kritike.
Kompilacijski CD Kameleoni 66 - 67 iz 1994. je uglavnom materijalizacija sećanja na 60-te, sadrži originalne snimke u mono tehnici iz 60-ih. Uglavnom su to snimci iz muzičke arhive Radio Kopra.
Izdavačka kuća Helidon Ljubljana 1995. godine izdaje CD Za Vse generacije. Ovaj digitalni album u produkciji Jadrana Ogrina sadrži samo nove pesme.

## Diskografija

#### EP
- 1967. - Šampioni Jugoslavije: Sjaj izgubljene ljubavi, Looking For Me, La Felicita, See See Rider (obrada) Diskos, Aleksandrovac
- 1968 - Dedicated to the One I Love: Story of my brown friend, Gdje si ljubavi, Dedicated to the one I love (obrada), Too much on my mind (obrada), Jugoton Zagreb
- 1968 - Sunny Cry - Muzika iz filma Sonačni krik: l'm Gonna Teli You (I dio): l'm Gonna Teli You (II dio), Sunny Cry, Captain, Jugoton Zagreb

#### Studijski albumi
- 1981 – Kameleoni, RTV Ljubljana
- 1995. - Za sve generacije, Helidon Ljubljana

#### Kompilacije
- 1994 - Kameleoni 66-67, Helidon Ljubljana
- 2006 - Kameleoni
- 2011 - Ultimate Collection, Croatia Records
- 2014 - Istočno od raja - Originalna EP kolekcija, Jugoton Zagreb

## Filmografija
- Sončni krik. Režiser Boštjan Hladnik (1968)
- Kameleoni: Bitlsi bivše Jugoslavije. Režiser Miha Čelar (2019)[13]

## Bibliografija
- (SL) Franko Hmeljak: Kameleoni 1965 - 1995, Capris-društvo za oživljanje starega Kopra, Koper, 1995. ISBN 961-90109-1-450050048
- (SR) Živko Ivković: Early This Morning When You Knocked Upon My Door, Kulturni centar Šabac, 2010. ISBN 978-86-84045-13-5
- (IT) Marco Mosca, Slovenska popevka e gli anni d'oro della canzone slovena, Milano, Lampi di stampa, 2010, ISBN 978-88-488-1179-8.

## Nagrade i priznanja
- 1966: Prva nagrada na Festivalu vokalno-instrumentalnih sastava Jugoslavije u Zagrebu
- 1966: San Giusto priznanje Opštine Trst za stranu grupu
- 1967: Nagrada u Austriji za saradnju sa Ernestom Hilgerom
- 1967: Prva nagrada na Festivalu vokalno-instrumentalnih sastava Jugoslavije u Zagrebu

## Zanimljivost
Iako je reč o slovenačkoj grupi, originalne pesme su izvodili na srpsko-hrvatskom jeziku kako bi bile razumljive široj jugoslovenskoj, italijanskoj i engleskoj publici.

## Spoljašnje veze
- (EN) Kameleoni AllMusic, All Media Network.
- (EN) Kameleoni, Discogs
- (EN) Kameleoni, MusicBrainz
- (EN) Kameleoni, WhoSampled
- (IT) Kemeleoni, musicaememoria.com
- (SL) Kemeleoni, muzikobala.com
- (SR) Kameleoni, fil.bg.ac.rs Архивирано на веб-сајту  (27. август 2022)
- (HR) Kameleoni, istra.lzmk.hr